# Perekop

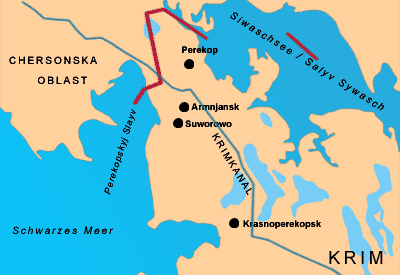
Istme de Perekop.

Perekop (tàtar Or-kapi, Orkapi, Or Kapi o Or Qapı; ucraïnès i rus: Перекоп) és una població ucraïnesa dominant l'istme de Perekop, que connecta República Autònoma de Crimea a la resta Ucraïna. Era abans la ciutat la més al nord de la Crimea, a Ucraïna. Aquesta localitat fortificada era d'una gran importància militar en tant que clau del Kanat de Crimea. El 2004, la població era de 894 habitants. El nom Perekop en ros vol dir "atrinxerament" i li fou donat per les fortificacions que protegien la península pel nord. El nom tàtar vol dir "Porta de la fortificació". L'antiga ciutat de Perekop es troba a uns 25 km de la zona de trinxeres. Els turcs anomenaven a les trinxeres com Or Boghazi (Bretxa Oberta) o Khad Boghaz (Bretxa Espinosa), i a la ciutat Or Kapu; la fortalesa era anomenada Or Kalaş (Fortalesa de l'Obertura). Els grecs anomenaven les fortificacions com a Neon Teikhos (Muralla Nova).
Fou la ciutat principal del Kanat de Crimea i era governada per un orbeg, el quart càrrec en rang del kanat; la guarnició era d'entre mil i dos mil geníssers manats per un agha.
Durant la guerra russo-turca (1735-1739), el mariscal rus Burckhardt de Munnich va aconseguir prendre per assalt les seves fortificacions el 17 de juny de 1736 i va deixar la fortalesa tàrtar en ruïnes. fou un cop seriós, però no mortal, per a la independència del Kanat de Crimea.
La ciutat va ser pràcticament arrasada durant el setge de Perekop per l'Exèrcit Roig el 1920. Aquest setge va ser un episodi clau de la guerra civil russa. L'èxit de l'Exèrcit Roig li va permetre fer fora de Crimea a l'exèrcit blanc de Wrangel. Dotze anys més tard, els soviètics van fundar la nova ciutat de Krasnoperekopsk, 32 quilòmetres més al sud.